# Душковцы
Душковцы́ (бел. Душкаўцы) — деревня в Барановичском районе Брестской области Белоруссии. Входит в состав Городищенского сельсовета. Население — 3 человека (2023).

## География
Расположена в 31 км по автодорогам к северу от центра Барановичей, на расстоянии 7 км по автодорогам к северо-западу от центра сельсовета, городского посёлка Городище. Ближайший населённый пункт — деревня Насейки. В 200 метрах к западу от деревни находится устье реки Буднавка, левого притока реки Своротва.

## История
В 1897 году — деревня Городищенской волости Новогрудского уезда Минской губернии, 14 дворов. В 1909 году — 17 дворов.
После Рижского мирного договора 1921 года — в составе Городищенской гмины Новогрудского повета Новогрудского воеводства Польши, 20 дворов.
С 1939 года — в составе БССР, с конца июня 1941 года до 9 июля 1944 года оккупирована немецко-фашистскими войсками.
В 1940–62 годах — в Городищенском районе Барановичской, с 1954 года Брестской области. Затем передана Барановичскому району. В 1940—71 годах — центр Душковецкого сельсовета.
До конца 1990-х действовал магазин.

## Население
По состоянию на 1 января 2023 года в агрогородке проживало 3 человека в 3 хозяйствах, в том числе 0 моложе трудоспособного возраста, 1 — в трудоспособном возрасте и 2 — старше трудоспособного возраста. 
| Численность населения (по переписи) | Численность населения (по переписи) | Численность населения (по переписи) | Численность населения (по переписи) | Численность населения (по переписи) | Численность населения (по переписи) | Численность населения (по переписи) | Численность населения (по переписи) | Численность населения (по переписи) |
| 1897                                | 1909                                | 1921                                | 1939                                | 1959                                | 1970                                | 1999                                | 2009                                | 2019                                |
| ----------------------------------- | ----------------------------------- | ----------------------------------- | ----------------------------------- | ----------------------------------- | ----------------------------------- | ----------------------------------- | ----------------------------------- | ----------------------------------- |
| 105                                 | ↗120                                | →120                                | ↘110                                | ↗146                                | ↘125                                | ↘20                                 | ↘5                                  | ↘4                                  |